# Luis Undurraga García-Huidobro
Luis Alberto Undurraga García-Huidobro (Santiago, 14 de julio de 1871 - Santiago, 18 de marzo de 1932), fue un abogado y político chileno. 

## Biografía
Hijo de Emilio Undurraga Vicuña y Virginia García-Huidobro Morandé. Educado en el Colegio San Ignacio y en la Universidad de Chile, donde cursó Leyes. Se dedicó a la profesión en la capital como también a la administración de los fundos heredados por su esposa en la zona de Curicó. Se casó con Amelia Fernández Bascuñán.

## Vida política
Militante del Partido Conservador, ingresó a la Cámara de Diputados representando al departamento de Curicó, Santa Cruz y Vichuquén por dos períodos consecutivos (1912-1918). Fue miembro de la Comisión de Guerra y Marina, además de la Comisión permanente de Elecciones.
En 1917 propició, entre otros proyectos, la reforma del Código Civil en la parte relativa a conceder personalidad propia a la mujer, con su independencia económica y el derecho de ser tutora y curadora de sus hijos. Presentó la moción del voto femenino y del reconocimiento de la capacidad de la mujer para ocupar cargos públicos; pero la moción fue rechazada.
En 1921 fue reelegido nuevamente por Curicó, integrando la Comisión de Legislación Social. En 1924 fue reelecto, pero este período no fue concluido por los hechos de septiembre que terminaron con la institucionalidad del país, con el golpe militar al gobierno de Arturo Alessandri y la clausura del Congreso Nacional.
Tomó parte eficaz en todo lo relacionado con el mejoramiento de los caminos públicos de Curicó, impulsó el proyecto de marina mercante nacional. Se preocupó de la necesidad del contrato de trabajo, del salario mínimo y de la jornada de ocho horas.
Como agricultor, introdujo nuevas técnicas de cultivos en sus fundos en Talagante y Curicó. Hizo plantaciones de frutas nacionales. Fue propietario del diario “La Aurora” de Valdivia, publicación de mayor circulación en la zona austral de Chile.
Fue presidente y fundador del Club Fernández Concha, institución de suma importancia política para el Partido Conservador. Fue director general de su partido y presidente de la Unión Social Católica (1921-1924).
Fue propietario del edificio más grande construido en Santiago, en la época (Alameda esquina Estado), el Palacio Undurraga de estilo gótico, cinco pisos, obra dirigida por el ingeniero español José Forteza.